# 3万3千平米
- 藤子不二雄（読切） > 藤子・F・不二雄（著作） > SF短編 > 一覧 > 3万3千平米

『3万3千平米』（さんまんさんぜんへーべー）は、藤子不二雄名義で発表された読み切り漫画作品。藤本弘（のちの藤子・F・不二雄）による単独執筆作。『ビッグコミック』1975年（昭和50年）8月10号に掲載された。
1977年に単行本に収録される際に加筆・修正が行われた。

## あらすじ
借家で暮らす会社員・寺主（じぬし）の長年の夢は、広い土地に建つ広いマイホームに住むことだった。しかし、わずかな貯金とわずかな退職金の前借りで手に入りそうなのは都心から離れた24坪の土地がやっと。土地の契約をきめかねていたところ、寺主の家に奇妙な格好をした男が現れる。男は、寺主の持っている3万3千平米の土地を新空港用地として買収したいと申し出る。

## 登場人物
寺主（じぬし）
本作の主人公。広いマイホームで暮らしたいと長年夢見ているいる男。友人の安田からグズでのろまと評されている。
開発局用地課の男
寺主の持つ3万3千平米の土地を1坪1万円で売ってくれと頼み込む。登場するたびに、シルクハットに蝶ネクタイと燕尾服、ステテコに雪駄、機動隊員の扮装と装いが変化する。
安田
寺主の子供の頃からの友達で不動産屋。1坪25万円の格安の土地を寺主に紹介するが、寺主がなかなか契約に踏み切らないため気をもむ。
寺主の妻
夫とは異なり、狭くてもいいから契約して早く自分たちの土地を持ちたいと考えている。
寺主一郎
寺主の息子。受験生。家にいても狭くて暑苦しいという理由で、ランニング姿で外を歩く。